# كورديل جنوبي
كورديل جنوبي (الاسم العلمي: Cordyline australis) هو نوع من النباتات يتبع جنس الكورديل من الفصيلة الهليونية.